# Campoletis madeirae
Campoletis madeirae là một loài tò vò trong họ Ichneumonidae.